# Stazione di Grasse
La stazione di Grasse è una stazione ferroviaria ubicata a Grasse, capolinea della ferrovia Cannes-Grasse.

## Storia
La stazione venne inaugurata il 13 novembre 1871 contestualmente all'apertura della ferrovia per Cannes; nel 1909, nei pressi della stazione fu posto il capolinea di una funicolare che la collegava direttamente al centro della città. Fu chiusa al traffico passeggeri il 2 ottobre 1938 insieme al resto della linea, così come la funicolare, mentre rimase attivo quello merci fino agli inizi degli anni 1970. In prospettiva della riapertura della ferrovia fu costruito un nuovo fabbricato viaggiatori, inaugurato il 18 dicembre 2004, mentre il servizio viaggiatori riprese il 27 marzo 2005.

## Struttura e impianti
La stazione, posta ad un'altezza di 212 metri, dispone di due fabbricati viaggiatori, uno edificato insieme alla costruzione della linea, parallelo al piano binari, ma non più utilizzato ai fini ferroviari, e uno realizzato nel 2004, posto al termine dei binari, dotato di biglietteria, biglietteria automatica e sala d'attesa. Il piano binari è composto da tre binari tronchi, tutti muniti di banchina, più uno di servizio.

## Movimento
La stazione è servita dai treni TER Provence-Alpes-Côte d'Azur con destinazione Ventimiglia e Nizza.

## Servizi
- Bar
- Biglietteria a sportello
- Biglietteria automatica
- Sala d'attesa
- Servizi igienici

## Interscambio
All'esterno avviene l'interscambio con autobus.